# Frutilla (película)
 Frutilla  es una película de Argentina filmada en Eastmancolor estrenada el 15 de mayo del año 1980. Dirigida por Enrique Carreras. Escrita por Enrique Carreras y José Dominiani, según la obra teatral homónima de Abel Santa Cruz. Protagonizada por Mercedes Carreras, Osvaldo Miranda y Marty Cosens. Coprotagonizada por Adriana Parets, Carlos Vanoni y Elena Lucena. También, contó con las actuaciones especiales de Juan Carlos Calabró, Miguel Ligero, Onofre Lovero, Nati Mistral, Norma López Monet, Osvaldo Pacheco, Malvina Pastorino, Omar Pedemonti, Guillermo Rico, Ethel Rojo y Darío Víttori. Y la presencia estelar de Luis Sandrini. La obra teatral había sido estrenada en Mar del Plata durante la temporada de 1978, protagonizada por Mercedes Carreras, Osvaldo Miranda y Marty Cosens.

## Sinopsis
Una muchacha llega a Buenos Aires desde Catamarca y cumple su sueño de ser actriz.

## Reparto
Participaron en el filme los siguientes intérpretes:
- Mercedes Carreras …Mariceli / Marta Moreno
- Osvaldo Miranda …Alfio Balboa
- Carlos Vanoni …Armando
- Juan Carlos Calabró …César Ratti
- Miguel Ligero …Jacinto Benavente
- Onofre Lovero …Hipólito Yrigoyen
- Nati Mistral …Lola Membrives
- Norma López Monet …Mecha Caus
- Osvaldo Pacheco …Pepe Podestá
- Malvina Pastorino …Camila Quiroga
- Oscar Pedemonti …Ramón Franco
- Guillermo Rico …Francisco Canaro
- Ethel Rojo …Carmen Lamas
- Darío Víttori …Florencio Parravicini
- Luis Sandrini..Él mismo
- Jorge Casamian
- Marty Cosens …Reinaldo Montalbán
- Adriana Parets …Lily Bebe
- Rodolfo Onetto …Mozo Restaurante
- Elena Lucena …Adela
- Luis E. Corradi …Médico

## Comentarios
Álvarez Pontiroli en Convicción 
escribió:

«De lo que somos capaces los argentinos cuando realmente no sabemos qué hacer.»

La Prensa escribió:

«La película es mucho más que ese efectivo y oportuno recordatorio de quienes fueron el sosten del teatro argentino, es también un homenaje a …sus sueños de artistas.»

Manrupe y Portela escriben:

«Exceso de citas que con pretendida nostalgia caen en el tipismo.»